# Cubocephalus denticulatus
Cubocephalus denticulatus là một loài tò vò trong họ Ichneumonidae.